# Joaquim Caseiro
António Joaquim Caseiro (Sé de Bragança, 26 de Outubro de 1882 - 13 de Dezembro de 1917) foi um dos pioneiros da aviação em Portugal, desempenhando funções como instrutor na Escola de Aeronáutica Militar em Vila Nova da Rainha. Alistou-se voluntariamente no Exército como Praça a 4 de Julho de 1902, no Regimento de Infantaria n.º 10, tendo sido transferido para o Serviço da Armada a 8 de Outubro de 1904 e concluindo o Curso de Administração Naval com a cota de 9,43.
Em 1915, em plena Primeira Guerra Mundial (Portugal só entraria no conflito em 1917), foi autorizado por despacho a viajar para o estrangeiro para se tornar um aviador. Juntamente com Sacadura Cabral e Tenente de Infantaria José Barbosa Santos Leite, parte para a França. Recebeu o brevet de aviador militar nas escolas francesas de aviação de Chartes e Amberieu, com a classificação de 17 valores.
Além de pioneiro, é recordado como o primeiro aviador naval português.

## Postos
- Primeiro-Cabo do Exército - 10 de Julho de 1903
- Segundo-Sargento do Exército - 10 de Agosto de 1904
- Aspirante de 2ª Classe da Administração Naval - 22 de Setembro de 1904
- Aspirante de 1ª Classe da Administração Naval - 5 de Outubro de 1907
- Guarda-Marinha da Administração Naval - 17 de Agosto de 1912
- 2º Tenente da Administração Naval

## Principais funções
- Adjunto à Majoria General
- Adjunto à Direcção-Geral da Marinha - 5ª Repartição
- Adjunto à 2ª Repartição do Quartel-General da Província de Moçambique
- Chefe da Secção Militar da Fazenda do distrito de Lourenço Marques
- Instrutor na Escola de Aeronáutica Militar em Vila Nova da Rainha